# Eupithecia discretata
Eupithecia discretata là một loài bướm đêm trong họ Geometridae.